# Funzione trascendente
La funzione trascendente, nella psicologia analitica di Carl Gustav Jung, indica una funzione e processo attraverso cui si realizzano trasformazioni della personalità nel percorso di analisi, in particolare grazie alla tecnica dell'"immaginazione attiva". Quando l'Io viene a contatto con tendenze inconsce, opposte all'atteggiamento cosciente, e le riconosce come proprie, senza poter propendere per l'una o l'altra perché le ritiene entrambe necessarie per sé, viene a crearsi una tensione. Sarà questa tensione ad attivare quel processo psichico naturale che tende alla ricerca di un nuovo equilibrio, che culminerà nella creazione di un "tertium". Ne risulterà un nuovo atteggiamento psichico che trascende, appunto, il conflitto iniziale.
Con il concetto di funzione trascendente, Jung non intende niente di misterioso o metafisico, bensì una funzione psicologica paragonabile alle funzioni trascendenti in matematica, ovvero una funzione di numeri reali e numeri immaginari. La funzione trascendente psicologica, analogamente, nasce da una sintesi di contenuti consci e inconsci.